# U.S. Gold
U.S. Gold（ユーエスゴールド）とは、かつて存在したイギリスのゲーム会社。1980年代から1990年代にかけて活動した。

## 概要
ZX SpectrumやAmstrad CPCといった欧州製ホビーパソコン用ゲームの開発、また日本ではサードパーティーに恵まれずにマイナーハードとなったセガ・マスターシステムやメガドライブを欧州トップシェアのハードに押し上げた主要なサードパーティーとして知られる。
1996年にEidosに買収されて消滅した。Eidosも2009年にスクウェア・エニックスに買収されたため、現在はSQUARE ENIX Europeとなっている。

## 歴史
U.S. GOLDは、1983年設立のイギリスのディストリビューターであったCentresoft社のパブリッシャー部門として、Atari 8-bitやコモドール64と言ったアメリカ産ハードで人気のアメリカ製ゲームソフトをイギリスでも販売する目的で設立された。後にはそれらアメリカ製人気ゲームや、アメリカで人気のカプコンやセガなどの日本製アーケードゲームを、ZX SpectrumやAmstrad CPCと言った欧州産ハードに移植してイギリスや欧州本土で販売するようになり、またワールドカップからライセンスを受けた公式ゲームや、ライセンスを受けない非公式のオリンピックゲームが爆発的なヒットとなるなどして数年で急成長。中小のデベロッパを傘下に抱え、多数の人気ソフトの移植ライセンスを保有する、欧州で最大手のゲーム会社のひとつとなり、アメリカ本国にも進出した。
U.S. GOLDの急成長の立役者となったオリンピックゲームの開発を担当していた下請けのEpyx社（日本ではAtari Lynxの開発元として知られる）が1989年に倒産したこと、ルーカスアーツからライセンスを受けた大作ゲームの移植に失敗したことなどが理由で、1990年代には経営にかげりが出たため、1995年にCentresoft、U.S. Gold、U.S. Gold傘下のスタジオCore Designの3社のパートナーシップによるCentreGold社を設立するも、直後の1996年にEidos社に買収される。旧CentreGoldに所属した会社の製品に関して、EidosはCore Designブランドのみを存続としその他のブランドを廃止したため、ここにU.S. Goldの歴史は終わりを迎える。
Core Designが開発中であったゲーム『トゥームレイダー』はEidosから発売されることになり、後にEidosの看板作品となった。

## 著名な作品
ワールドカップやオリンピックを題材としたゲームが有名である。それらのゲームはゲームギア・メガドライブ・マスターシステムなどのセガ製ハード向けにリリースされ、セガ製ハードが任天堂製ハードと拮抗する人気を得ることに寄与した。中でも1992年にリリースされた『Olympic Gold』は、ゲーム史上初めてIOCと公式ライセンスを結んだ作品であり、本数的にも大ヒットを記録した。
また、U.S. Goldはカプコンやセガと関係が深く、多数のゲームのライセンス契約を結んでいた。そのライセンスを利用して、ゲームのシリーズ本編とは無関係に独自展開を行った。『ストライダー飛竜2』とは無関係の『Strider II』、『Mega Man』シリーズ本編とは無関係の『Mega Man』、『アウトラン』シリーズ本編とは無関係の『Outrun Europe』などがある。